# Giuseppe Bagnato
Giuseppe Bagnato (Bagnara Calabra, 3 giugno 1960) è un ex calciatore italiano, di ruolo difensore.

## Caratteristiche tecniche
Giocava come difensore.

## Carriera
La sua carriera è legata soprattutto alle maglie di Lecce, Triestina e Reggina. In serie B ha collezionato oltre 249 presenze e 8 reti.